# Zehnthof (Arnoldsweiler)
Der Zehnthof Arnoldsweiler stand im Dürener Stadtteil Arnoldsweiler.
Der Zehnthof wurde zum ersten Mal im Jahr 922 urkundlich genannt, als die Ungarn das Rheinland verwüsteten. Besitzer des Hofes war das Damenstift St. Ursula in Köln, bewirtschaftet wurde der Hof jedoch im Laufe der Jahrhunderte von zahlreichen Pächterfamilien. 
Anno 1434 wurde zum Beispiel ein Arnold Bleß als Pächter genannt. 1677 wurde der Hof von den Franzosen in Brand gesetzt. 1771 lieh sich das St. Ursulastift Geld für den Wiederaufbau. 1802 wurde das Stift aufgelöst und der Hof an Josef Pingen verkauft. 1856 bekam Ferdinand Kasimir Weber, der auf dem Zehnthof geboren worden war, durch Heirat mit Agnes Knipprath auch den Spießerhof. Nach dem Ersten Weltkrieg besaß Engelbert Limbourg den Hof. 1928 erwarb ihn Josef Diefenthal, verkaufte ihn aber später an den damaligen Direktor der Dresdner Bank, Carl Arthur Pastor. Der Zehnthof war ein Fachwerkhaus und ein Teil des damaligen Spießerhofes.